# Lac Jean-Peré
Pour les articles homonymes, voir Jean-Peré.
Le lac Jean-Peré est un plan d'eau douce des cantons Sbarretti et Turquetil, dans le territoire non organisé du Lac-Pythonga, dans la municipalité régionale de comté (MRC) La Vallée-de-la-Gatineau, dans la région administrative de Outaouais, dans la province de Québec, au Canada.
Le lac Jean-Peré est situé dans la partie Sud-Est de la réserve faunique La Vérendrye à une altitude de 365 m. Les principales baies sont : Kearney (rive Est) et Ménard (remontant vers le Nord-Ouest à partir de la partie Sud-Est du lac).
Le lac Jean-Peré est entièrement entouré de zones forestières. La foresterie constitue la principale activité économique du secteur ; les activités récréotouristiques arrivent en second. Sa surface est généralement gelée du début de décembre à la fin avril.
Le centre d’activités récréotouristiques du hameau « Le Domaine » est situé sur la rive Est dans la partie Sud du lac, soit le long de la route 117. Ce centre est doté d’une hydrobase.

## Géographie
Les principaux bassins versants voisins du lac Jean-Peré sont :
- côté nord : rivière des Rapides, réservoir Cabonga ;
- côté est : lac de l’Écorce, rivière à la Carpe (rivière Gens de Terre), rivière des Seize ;
- côté sud : ruisseau Antostagan, lac Delahey, rivière de la Corneille (rivière Coulonge) ;
- côté ouest : lac Jean-Peré, lac Byrd, rivière des Rapides, rivière Coulonge.

Ce lac qui est traversé vers le nord-est (dans sa partie nord) par la rivière des Rapides, est situé au :
- sud de la ligne de partage des eaux avec le bassin versant de la partie inférieure du réservoir Cabonga qui comporte deux émissaires : la rivière Gens de Terre qui alimente le réservoir Baskatong et la rivière Gatineau, et la rivière des Outaouais ;
- nord-ouest de la ligne de partage des eaux avec le versant de la rivière Tomasine qui coule généralement vers le Sud jusqu’à la rivière Désert, un affluent de la rivière Gatineau ;
- nord-ouest de la ligne de partage des eaux avec le versant de la rivière de la Corneille (rivière Coulonge) qui coule généralement vers le Sud-Est, jusqu’à la rivière Coulonge, un affluent de la rivière des Outaouais.

Le lac Jean-Peré a une nature difforme ressemblant à la lettre L. Ce lac comporte de nombreuses baies, presqu’îles et îles dont deux îles principales dans la partie Sud.
Ce lac reçoit les eaux des affluents suivants (sens horaire en partant de l’embouchure) : décharge du lac Jannée, décharge des lacs Antezant et Furole, décharge du la Valvule, décharge du lac Hampigny, décharge des lacs Groulais et Grénord, décharge des lacs Essey et lac Guinant, décharge des lacs Pageot, Ézel et Mitella, décharge du lac Galgan, décharge des lacs Gergy et Lizio, décharge du lac Ével, décharge des lacs Valmure et Fusain, décharge du lac Cross, décharge du lac Talitre et décharge du lac Lampyre.
L’embouchure du lac Jean-Peré est situé à 2,3 km au Sud de la confluence de la rivière des Rapides avec le réservoir Cabonga, à 54,8 km au Nord-Ouest de la confluence de la rivière Gens de Terre avec la rive Est du réservoir Baskatong, 103,2 km au Nord-Ouest du centre-ville de Mont-Laurier, à 99,2 km au Nord-Ouest du centre-ville de Maniwaki, à 137,9 km au Sud-Est du centre-ville de Val d’Or et à 0,6 km au Sud-Ouest de la route 117.
Le lac Jean-Peré se déverse par le Nord-Est dans la rivière des Rapides ; cette dernière coule vers le Nord-Est et va se déverser au fond d’une baie sur la rive Sud du réservoir Cabonga.

## Toponymie
Jadis, ce lac était désigné « Lac des Loups ». En 1935, la Commission de géographie du Québec adopta le nouveau toponyme « Lac Jean-Peré ». Malgré cette désignation officielle, la désignation »Lac des Loups » se continue dans l’usage populaire. Réputé pour les activités récréotouristiques (navigation de plaisance, pêche…), ce lac évoque l’œuvre de vie de Jean Peré, marchand rochelais, explorateur, prospecteur, coureur de bois, interprète et guide, débarqué à Québec le 17 juin 1660. Cet explorateur est décédé en France, selon toute évidence, après novembre 1699. Le canton Peré a été aussi désigné en sa mémoire.
Le toponyme "lac Jean-Peré" a été officialisé le 5 décembre 1968 par la Commission de toponymie du Québec lors de sa création.